# Eupithecia taylorata
Eupithecia taylorata är en fjärilsart som beskrevs av Louis W. Swett 1907. Eupithecia taylorata ingår i släktet Eupithecia och familjen mätare. Inga underarter finns listade i Catalogue of Life.